# Myto (gmina)
Myto (1919 Myślany; od 1927 Wawiórka) – dawna gmina wiejska istniejąca do 1927 roku w woj. nowogródzkim II Rzeczypospolitej (obecnie na Białorusi). Siedzibą gminy była wieś Myto (122 mieszk. w 1921 roku).
W okresie międzywojennym gmina Myto należała do powiatu lidzkiego w woj. nowogródzkim. 
20 sierpnia 1927 roku gminę przemianowano na gmina Wawiórka.